# Britney nel 2007
Britney nel 2007 è un singolo del rapper italiano Mostro, pubblicato il 14 febbraio 2020 come secondo estratto dal terzo album in studio Sinceramente mostro.

## Descrizione
Il brano è stato realizzato con la partecipazione vocale di Gemitaiz ed è ispirato alle vicende personali accadute a Britney Spears nel corso del 2007.

## Tracce
1. Britney nel 2007 (feat. Gemitaiz) – 2:37